# Ulf Schirmer
Ulf Schirmer (Eschenhausen, 8 gennaio 1959) è un direttore d'orchestra e produttore teatrale tedesco.

## Biografia
Nato a Eschenhausen, Bassa Sassonia, Schirmer ha studiato al Conservatorio di Brema e anche alla Hochschule für Musik und Theater Hamburg, con György Ligeti, Christoph von Dohnányi e Horst Stein. Ha lavorato come assistente di Lorin Maazel e ha diretto le produzioni della Wiener Staatsoper di Un re in ascolto di Luciano Berio, Erwartung di Arnold Schönberg e Rajmonda di Alexander Glazunov.
Dal 1988 al 1991 Schirmer è stato Generalmusikdirektor (GMD) della città di Wiesbaden, in qualità di direttore artistico di concerti sinfonici e opera e balletto presso l'Hessisches Staatstheater Wiesbaden. Ha diretto Das verratene Meer di Hans Werner Henze nel 1990. Nel 1999 ha diretto la prima dell'opera Tod und Teufel di Gerd Kühr presso l'Opera di Graz. Un altro suo lavoro nell'opera è stato la direzione della prima produzione scenica di Szenen aus dem Leben der Heiligen Johanna di Walter Braunfels alla Deutsche Oper Berlin nel 2008.
Schirmer è stato nominato professore alla Hochschule für Musik und Theater di Amburgo nel 2000, insegnando analisi musicale e drammaturgia musicale. Dal 2006 al 2017 è stato direttore principale dell'Orchestra della Radio di Monaco.
Dal 2009 Schirmer è stato direttore musicale generale dell'Opera di Lipsia. Il 23 marzo 2011 Schirmer è stato eletto Intendente dell'Opera di Lipsia, con un mandato iniziale di cinque anni a partire dall'agosto 2011, oltre al titolo di GMD. Ha diretto la prima messa in scena di Bayreuth della prima opera di Wagner Die Feen nel 2013. Nel giugno 2017 l'Opera di Lipsia ha annunciato l'estensione del contratto di Schirmer come intendente fino alla stagione 2021-2022.
Al di fuori della Germania Schirmer è stato direttore principale dell'Orchestra Sinfonica della Radio Danese dal 1995 al 1998.

## Registrazioni
Le registrazioni commerciali di Schirmer comprendono le seguenti:
- Carl Nielsen[8]
  - Maskarade (Decca)
  - Saul en David (Chandos)
- Franz Lehár: Schön is die Welt (CPO)
- Alban Berg: Lulu (Chandos)
- Richard Strauss
  - Capriccio (Decca)
  - Feuersnot (CPO)[9]
  - Intermezzo (CPO)[10]
- Bohuslav Martinů: The Greek Passion (Koch Schwann)

La sua registrazione di Des Simplicio Simplicisimus Jugend di Karl Amadeus Hartmann è stata premiata con l'ECHO Klassik nel 2010 nella categoria opera del XX/XXI secolo. Il lavoro, commissionato dalla Bayerischer Rundfunk, è stato eseguito nella sua prima versione ricostruita, con i solisti Camilla Nylund e Christian Gerhaher. Altre registrazioni comprendono il concerto per violino di Max Reger con il solista Ulf Wallin.